# Haus Kastein
Haus Kastein (auch Karstein, Castein oder Canstein) lag im Neandertal nördlich der Einmündung des Mettmanner Baches in die Düssel.
1417 beurkundete Herzog Adolf VII. von Jülich-Berg, dass Hof und Erbe de Kasteyn im Kirchspiel Mettmann mit Mühle und allem Zubehör an seinen Diener Johann von Breyde und dessen Erben durch die Miterben verkauft wurde. Da Kastein ein bergisches Vogt- und Dienstgut war, von den Miterben aber wüst liegengelassen wurde, war es an den Herzog zurückgefallen. Da ihm jedoch Johann treue Dienste geleistet hatte, übertrug er diesem das Erbrecht und befreite den Besitz von allen Abgaben.
1444 verkauften Johann von Breyde und seine Ehefrau Mettel das Haus Kastein mit Mühle und Zubehör an Ritter Goswin von Schwanenberg, Landdrost von Berg und dessen Ehefrau Katharina. Nur zwei Jahre (1446) später verkaufte dieser das Haus nebst Mühle an den Kölner Bürger Hermann von Dringenberg. Von 1478 bis 1700 war das Haus dann in Händen der Herren von Buer. 1700 verkaufte Carl von Bawyr Buer Kastein an den jülich-bergischen Hofrat Joan Benard Francken und dessen Bruder Arnold Alexander Francken, Schultheiß zu Monschau (Monjoye). Letztere wurden noch in demselben Jahr mit Kastein belehnt.
Zwischen dem Ersten und Zweiten Weltkrieg musste das Haus einem Kalksteinbruch weichen.